# Lophuromys nudicaudus
Lophuromys nudicaudus is een knaagdier uit het geslacht Lophuromys dat voorkomt in laaglandregenwouden van Zuid-Kameroen, Equatoriaal-Guinea (inclusief het eiland Bioko), Congo-Brazzaville, het zuidwesten van de Centraal-Afrikaanse Republiek en het noorden van Congo-Kinshasa, tussen de rivieren Ubangui en Aruwimi. De soort is uitsluitend op minder dan 700 m hoogte gevonden, met twee uitzonderingen (1000 m in Buéa en 1200 m op Bioko). Deze soort behoort tot het ondergeslacht Lophuromys en is daarbinnen verwant aan L. huttereri, die aan de andere kant van de Kongo in Congo-Kinshasa voorkomt. De populaties in het zuidwesten van Kameroen en op Bioko (respectievelijk tullbergi Matschie, 1911 en parvulus Eisentraut, 1965) vormen mogelijk een apart taxon. L. nudicaudus is vrijwel uitsluitend insectivoor.
L. nudicaudus is een kleine tot middelgrote Lophuromys met een korte staart, korte schedel en korte voeten. De onderkant van het lichaam is zo licht bruinrood dat de Engelse naam voor de soort "Fire-bellied Brush-furred Rat" (vuurbuikborstelstaartrat) is. De totale lengte bedraagt 143 tot 185 mm, de kop-romplengte 87 tot 119 mm, de staartlengte 47 tot 74 mm, de achtervoetlengte 16,3 tot 21 mm, de oorlengte 10 tot 18 mm, het gewicht 29 tot 52 g en de schedellengte 26,8 tot 29,3 mm. Het karyotype bedraagt 2n=56.